# Apple
Apple Inc. («Епл», колишня Apple Computer, Inc.) — американська корпорація з офісом в Купертіно (Каліфорнія), що проєктує та розробляє побутову електроніку, програмне забезпечення й онлайн-сервіси. Є першою американською компанією, чия капіталізація перевершила 1 трлн доларів США. Це сталося під час торгів акціями компанії 2 серпня 2018 року. Цього дня корпорація також стала найдорожчою публічною компанією за всю історію, обійшовши капіталізацію попереднього рекордсмена — компанії PetroChina ($1,005 трлн у листопаді 2007 року). Станом на середину червня 2024 року, Apple Inc. продовжує утримувати титул найдорожчої компанії у світі, змістивши з першої позиції Microsoft.
У середині серпня 2020 року капіталізація Apple Inc. виросла до $2 трлн. 3 вересня 2020 року ціна компанії різко впала — на 8 % ($180 млрд), що стало рекордом для фондового ринку, але все одна вартість була більшою за $2 трлн.

## Про компанію
До пристроїв, що розробляються компанією належать смартфон iPhone, планшет iPad, персональний комп'ютер Mac, портативний медіа-плеєр iPod і розумний годинник Apple Watch. Розроблене компанією програмне забезпечення включає ОС macOS та iOS, медіа-плеєр iTunes, веббраузер Safari та застосунки iLife та iWork. До онлайн сервісів належать iTunes Store, iOS App Store, Mac App Store та iCloud.
Apple була заснована Стівом Джобсом, Стівом Возняком та Рональдом Вейном 1 квітня 1976 з метою розробки та продажу персональних комп'ютерів. Її було зареєстровано як Apple Computer, Inc. 3 січня 1977 і було перейменовано на Apple Inc. 9 січня 2007 р., щоб відобразити зміну її пріоритетів у бік побутової електроніки. 19 березня 2015 року Apple було включено до індексу Dow Jones Industrial Average.
Apple Inc. — це найбільша у світі корпорація в області інформаційних технологій за виручкою, найбільша у світі технологічна компанія за обсягом активів і третій найбільший у світі виробник мобільних телефонів. 25 листопада 2014, на додаток до того, що вона найбільша публічна корпорація у світі за капіталізацією ринку, Apple Inc. стала першою компанією у Штатах, вартість якої перевищила 700 мільярдів $ США. Корпорація наймає 115 000 працівників на постійній основі станом на липень 2015 і має 453 магазини роздрібної торгівлі у шістнадцяти країнах на березень 2015 року. ITunes Store — найбільший у світі музичний магазин.
Річна виручка компанії за 2017 рік склала 229,2 млрд $, чистий прибуток — 48,4 млрд $, у 2015 — $233 млрд. Більшу частину прибутку принесли продажі iPhone — 55 %, їх продали за рік більше 200 млн шт.
У 2019 році корпорація зосередилася на сервісах, так як смартфони принесли їй менше половини прибутку.
У серпні 2021 року вартість компанії зросла до $2,48 трлн, Apple Inc. залишається найдорожчою корпорацією у світі.
3 січня 2022 року Apple Inc. стала першою компанією у світі, що досягла ринкової капіталізації у $3 трлн. Це сталося, коли акції на торгах подорожчали на 2,91 %, до $182,74 за одну акцію.
Станом на червень 2023 року, Apple Inc. готується стати першою американською компанією, ринкова капіталізація якої досягне позначки $3 трлн. Фактично капіталізація Apple Inc. перевищила $3 трлн ще на початку 2023 року, а саме, протягом торгів 3 січня вона на деякий час перевищила цю позначку, але ж не змогла закріпитися на ній. Наприкінці червня 2023 року торги завершились зі скромним підвищенням курсу акцій Apple Inc. на 0.63 %. Таким чином, вартість однієї акції становила $189.25, а ринкова капіталізація досягла $2.98 трлн. З початку 2023 року акції Apple Inc. зросли на 51 %, що є значним приростом. Інвестори розглядають активи Apple Inc. як надійний об'єкт інвестування. Згідно з прогнозами, найближчими роками капіталізація компанії досягне позначки $4 трлн, а її дохід від послуг складе $100 млрд до кінця 2023 року.
На початку травня 2024 року, Apple Inc. оголосила, що рада директорів санкціонувала викуп акцій на суму $110 млрд, що на 22 % більше, аніж минулого 2023 року, коли було санкціоновано викуп на суму $90 млрд. Це найбільший викуп акцій в історії корпорації, який випереджає попередні викупи Apple. Акції Apple Inc. також зросли на 7 % після того, як виробник iPhone повідомив про фінансові результати ІІ кварталу 2023 року, які перевищили всі очікування. За результатами ІІІ кв. 2023 фінансового року виручка Apple Inc. склала $81,8 млрд.

## Назва компанії
Назва фірми походить від англ. apple яблуко, зображення яблука використано в логотипі. Логотип розробив відомий американський дизайнер Роб Яноф.
Один із засновників Стівен Возняк пропонував назвати компанію «Banana»
До 9 січня 2007 року офіційною назвою корпорації протягом ще 30 років була «Apple Computer». Відмова від слова «Computer» у назві демонструє зміну основного фокусу корпорації з традиційного для неї ринку комп'ютерної техніки на ринок побутової електроніки.

## Власники

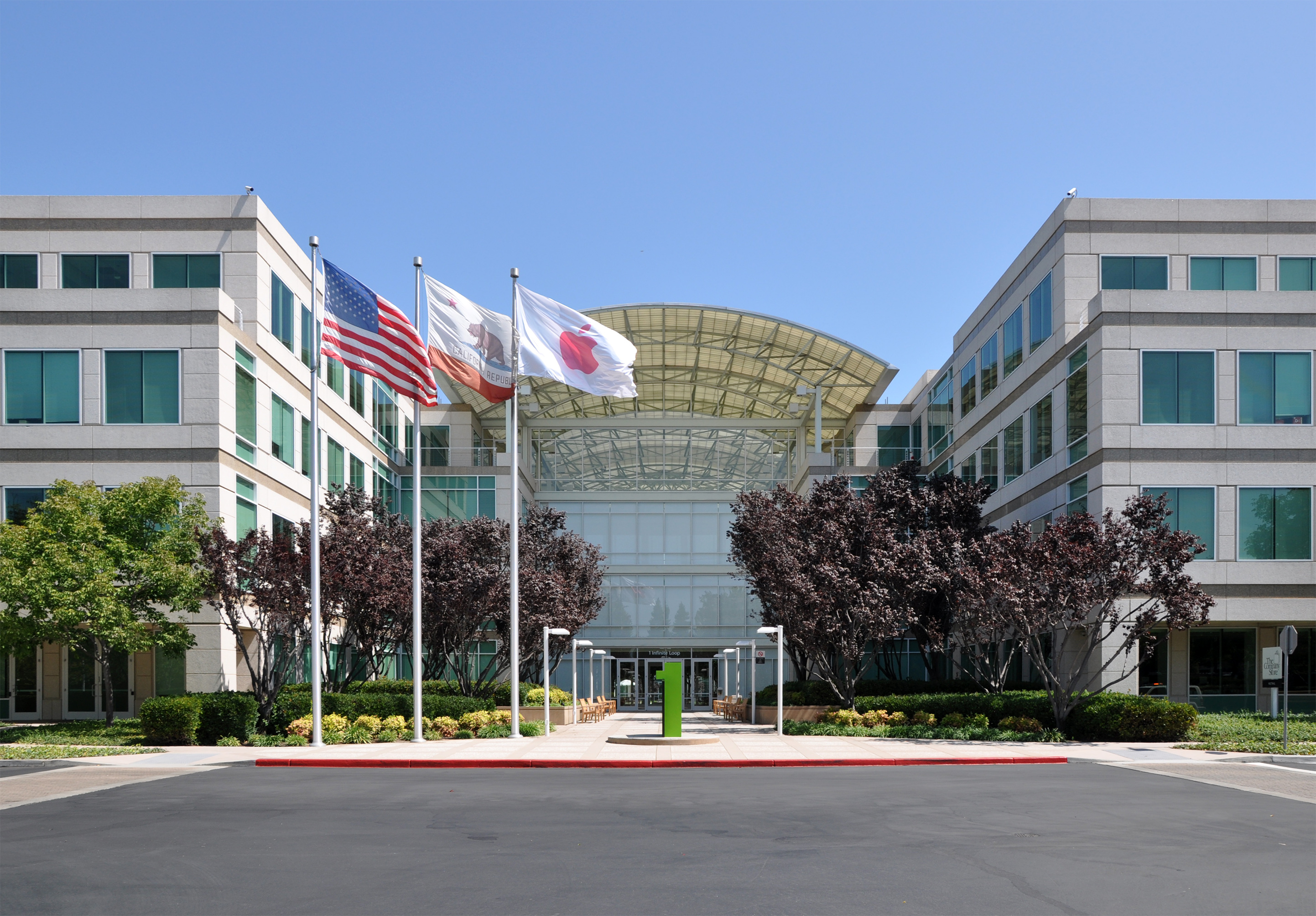
Штаб-квартира «Apple» в Купертіно з 1993 до 2017

Apple Inc. — публічна компанія, її акції торгуються на біржі NASDAQ та Лондонській фондовій біржі.

### Акціонери
Станом на 31 березня 2024 року вартість частки компанії Воррена Баффета Berkshire Hathaway в Apple Inc. впала до $135,4 млрд. Якщо порівнювати з кінцем 2023 року, то йдеться про падіння на 22 % з $174,3 млрд.

## Історія

### 1976—1980: перші роки

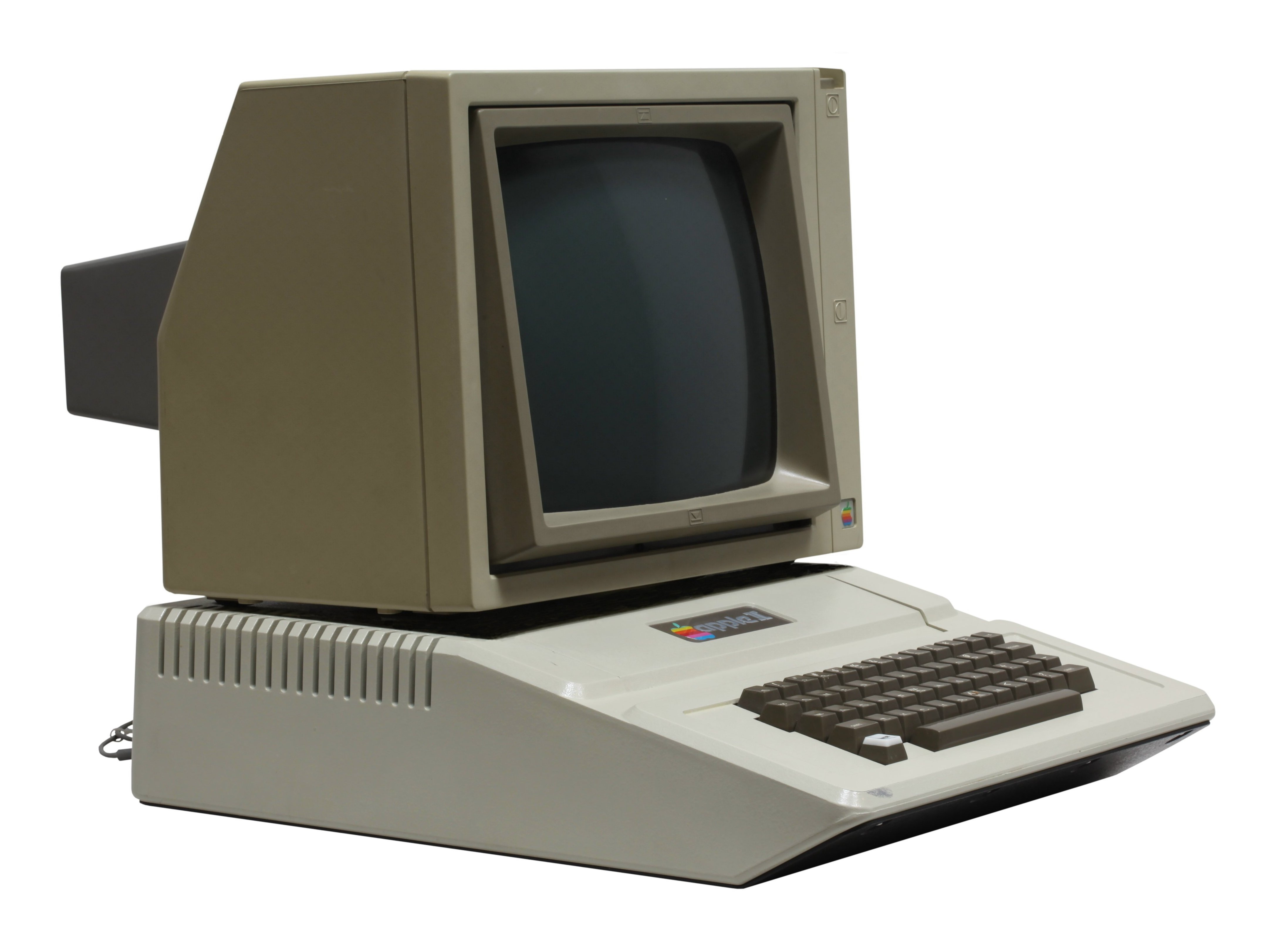
Apple II

Apple заснована в Каліфорнії 1 квітня 1976 року Стівом Джобсом, Стівом Возняком та Рональдом Вейном, які зібрали в середині 1970-х свій перший персональний комп'ютер на базі процесора MOS Technology 6502 — Apple I. Продаж розпочався в липні 1976 року за ціною 666,66 $ (за сьогоднішнім курсом приблизно $2,5 тис.).
«Apple I» був не першим комп'ютером, який програмувався. Право першості належало комп'ютеру Altair 8800, який був створений аматором і розповсюджувався через каталоги у 1974 році. Однак, Альтаїр не був технічно кваліфікований як «персональний комп'ютер», оскільки не давав можливості накопичувати та викликати дані за допомогою програм користувача.

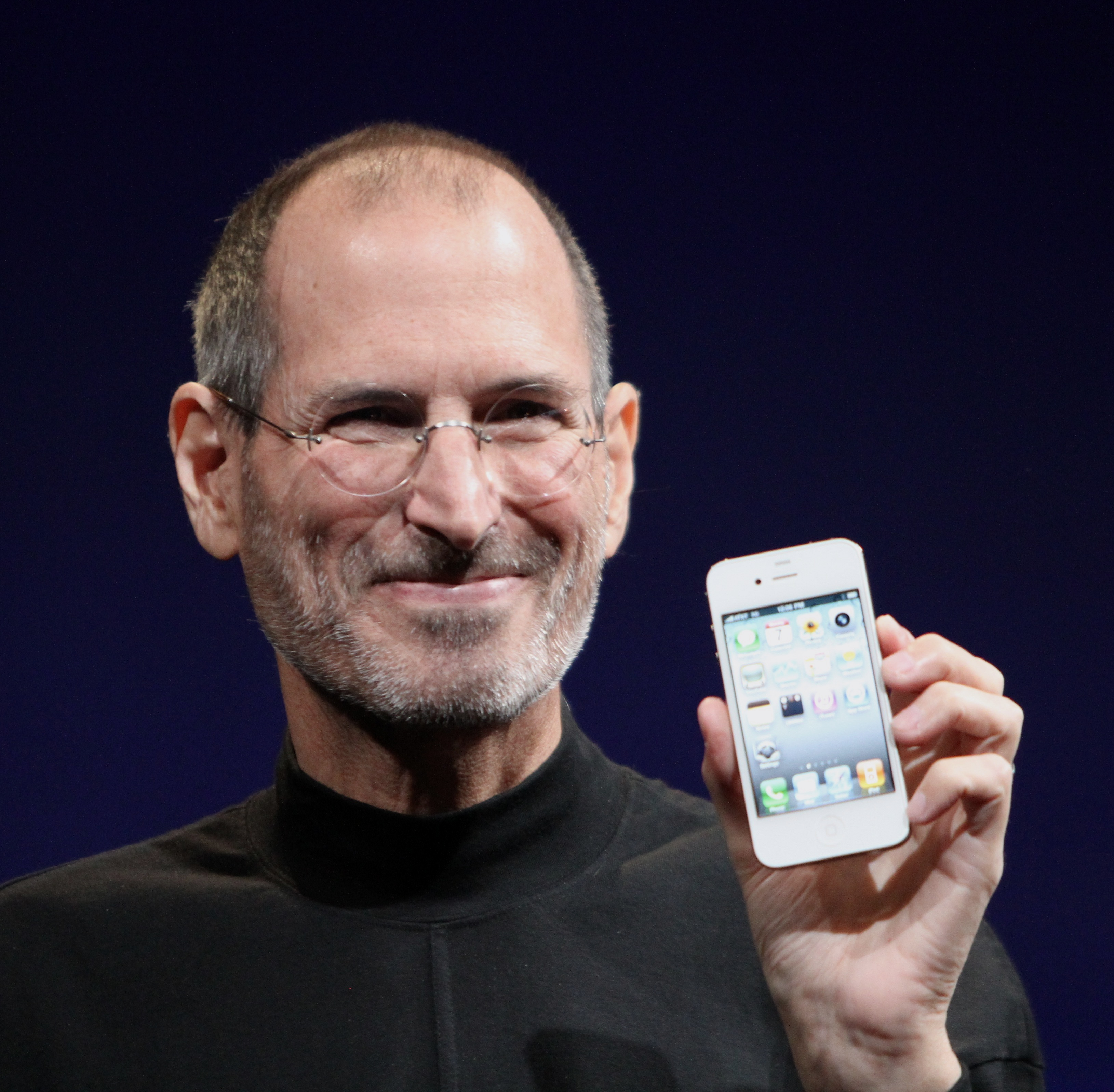
Стів Джобс

Наприкінці 1970-х та на початку 1980-х років Apple II, випущений 16 квітня 1977, був найпоширенішим у світі персональним комп'ютером того часу. Він мав кольорову графіку та відкриту архітектуру, як пристрій зберігання використовувались не касети з магнітними стрічками, а магнітні диски. Було продано більше 5 млн комп'ютерів «Apple II».
Наприкінці 70-х Apple вже мала штат комп'ютерних проєктувальників. У травні 1980 компанія випустила Apple III, намагаючись конкурувати з IBM та Microsoft.

### 1981—1985: Lisa та Macintosh

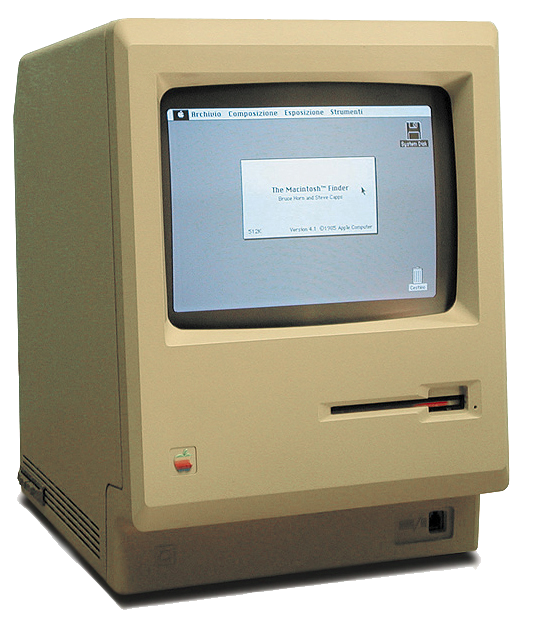
Перший Macintosh, представлений у 1984 році

Над Apple Lisa Стів Джобс почав працювати ще в 1978, але був виключений із колективу через боротьбу й прийняв дешевий комп'ютерний проєкт Джефа Рескіна, Macintosh. У 1983 гонку виграла Lisa, але через високу ціну її виробництво зупинилося.
Після цього, в 1984 році, фірма Apple вперше представила новий 32-розрядний комп'ютер Macintosh, перший комерційно успішний персональний комп'ютер, що базувався на графічному інтерфейсі та використовував мишу замість інтерфейсу командного рядка. Спочатку Макінтош мав успіхи у збуті, але наступні продажі вже не були такими сильними. Причина цьому — знову ж висока ціна. Доля комп'ютера змінилася після впровадження LaserWriter, першого лазерного принтера, та PageMaker, раннього пакета настільної видавницької системи. Основною перевагою Мас був революційний на цей час графічний інтерфейс.
В березні 1981 року Возняк потрапив у авіакатастрофу і тимчасово відсторонився від роботи. Проблеми з продажем «Apple III» призвели до того, що Джобсу довелось звільнити 40 співробітників. В пресі ходили чутки про близький кінець компанії «Apple».
На початку 1983 року Джобс, через власну нездатність впоратись із проблемами, запросив на посаду головного виконавчого директора компанії Джона Скаллі, який у той час обіймав аналогічну посаду в PepsiCo. В квітні 1983 року Скаллі розпочав роботу на новій посаді. Стів Джобс переживав провали компанії як власні, тому між ним та Скаллі виникали непорозуміння.
В 1985 році президент США Рональд Рейган нагородив Джобса та Возняка медалями за розвиток технічного прогресу.

### 1986—1993: злети і падіння

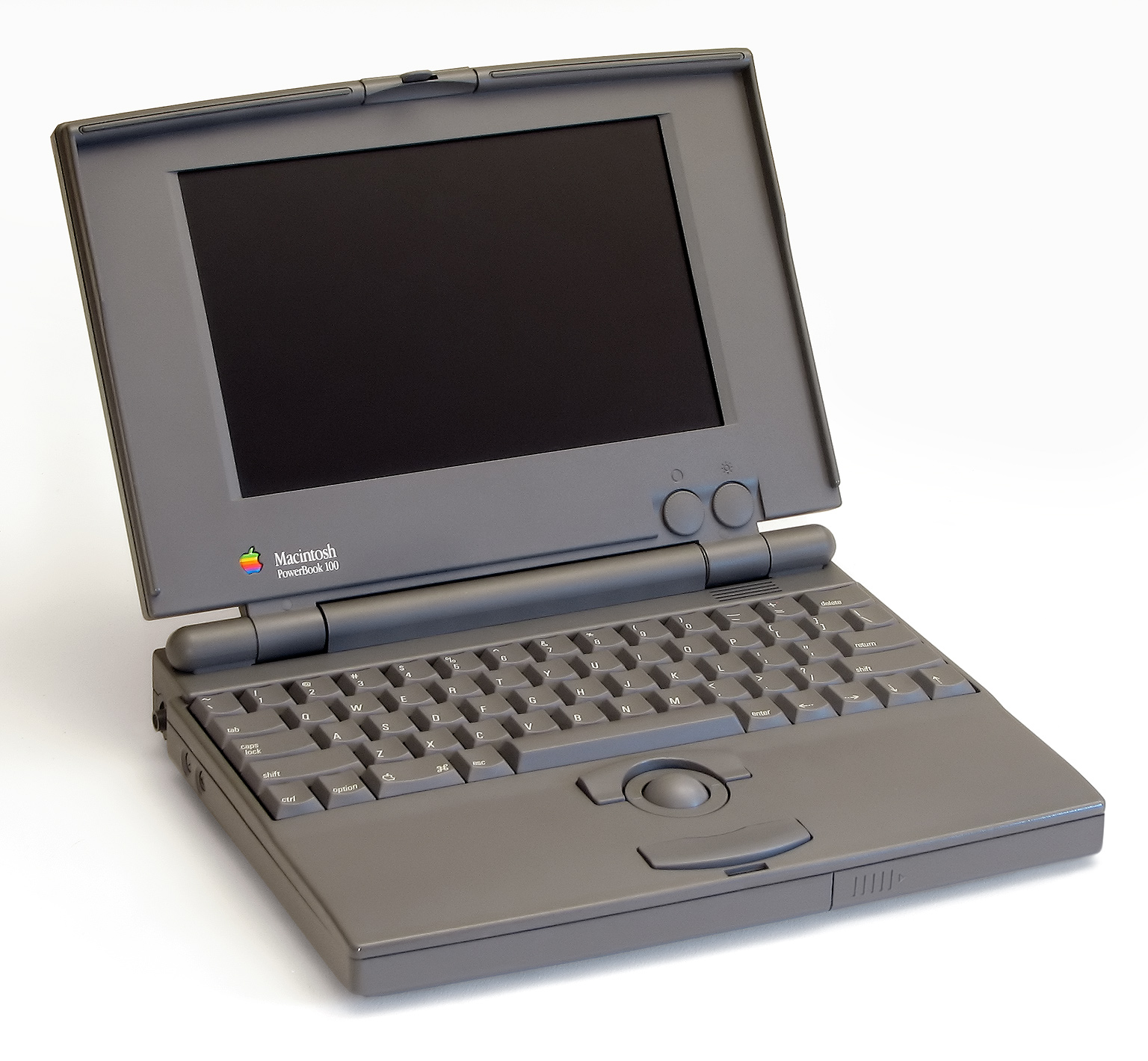
PowerBook 100

Вивчивши кілька болісних уроків після випуску Macintosh Portable в 1989, Apple у 1991 презентувало PowerBook, котрий установив сучасну форму та ергономічність ноутбука. Портативний Макінтош був розроблений, щоб бути настільки ж сильним як настільний, важив 17 фунтів і мав 12-годинний акумулятор, продано було менш ніж 100 000 штук. Пауербук важив 7 фунтів, мав 3-годинний акумулятор і вже за перший рік продажу зібрав $1 000 000 000. В тому ж році Apple випустило System 7, головну модернізацію до ОС, котра додала колір до інтерфейсу та впровадила нові мережні здатності. Це залишалося архітектурною основою для Mac OS до 2001 року. Журнал MacAddict назвав період між 1989 і 1991 «Першим золотим століттям» Макінтошу.
Після успіху Макінтоша, Apple випустило кілька ліній нових моделей комп'ютерів, що погано вплинуло на компанію, адже споживачі не бачили різниці між ними; експериментувала з багатьма іншими продуктами, як-от цифрові камери, портативні CD-плеєри, телевізійні вироби тощо, що теж закінчилось невдачею. Зрештою, все це згубно вплинуло на Apple, і її частка на ринку та курси акцій падали.

### 1994—1997: спроби перевинаходу
На початок дев'яностих Apple розвивало альтернативні платформи для Макінтошу, як-от A/UX. Стандартна платформа ставала застарілою; крім того Apple змагалася з OS/2 та UNIX. Макінтош повинен був бути замінений на нову платформу, або перероблений, щоб поставлятися з новим апаратним забезпеченням.
В 1994 році Apple вступила в союз з IBM та Motorola. Мета полягала у створенні нової комп'ютерної платформи PowerPC Reference Platform, яка буде використовувати апаратне забезпечення IBM і Motorola разом із програмним забезпеченням Apple. Союз сподівався, що PReP залишить PC далеко позаду. В тому ж році Apple випустило Power Macintosh, перший комп'ютер Apple, котрий використовував процесор IBM PowerPC.
В 1996 році президент Apple Майкл Спиндлер був замінений Ґілом Амеліо. Він проводив багато змін у компанії, включно з масовими тимчасовими звільненнями. Після багатьох невдалих спроб покращити Mac OS, Амеліо хотів купити компанію NeXT та її ОС NeXTSTEP. 9 липня 1997 року Ґіл Амеліо був звільнений радою директорів після трирічного спостереження за рекордно-низьким курсом акцій та нанесення фінансових збитків. Почалася реструктуризація виробничої лінії компанії.
В 1997 році Стів Джобс заявив про створення версії Microsoft Office для Macintosh. 10 листопада 1997 року Apple впровадило онлайн магазин Apple Store, що свідчило про нову виробничу стратегію.

### 1998—2005: повернення до прибутку

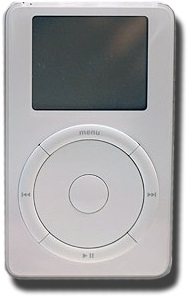
iPod

15 серпня 1998 року Apple випустив новий комп'ютер: iMac. Головою колективу дизайнерів iMac був Джонатан Айв, котрий пізніше спроєктував iPod та iPhone. iMac показав сучасну технологію та унікальний дизайн. За перші п'ять місяців було продано більше 800 000 машин, що принесло компанії прибутки вперше після 1993 року.
Після цього Apple купила кілька компаній і програмне забезпечення Macromedia Final Cut, що свідчило про розширення компанії у ринок цифрових технологій. Наступного року Apple випустила два продукти для редагування відео: iMovie для звичайних користувачів і Final Cut Pro для професіоналів. У 2002 році Apple придбала компанію Nothing Real з їхньою просунутою програмою цифрового композиціювання Shake.
Mac OS X, основана на OPENSTEP компанії NeXT та BSD Unix, була випущена 24 березня 2001 року. Орієнтована як на звичайних користувачів, так і на професіоналів, Mac OS X прагнула комбінувати стабільність, надійність та безпеку Unix із легким у користуванні перебудованим інтерфейсом. Щоб допомогти користувачам перейти з Mac OS 9 на Mac OS X, нова ОС дозволяла використовувати програми OS 9 за допомогою Classic environment.

### 2005—2007: співробітництво з Intel

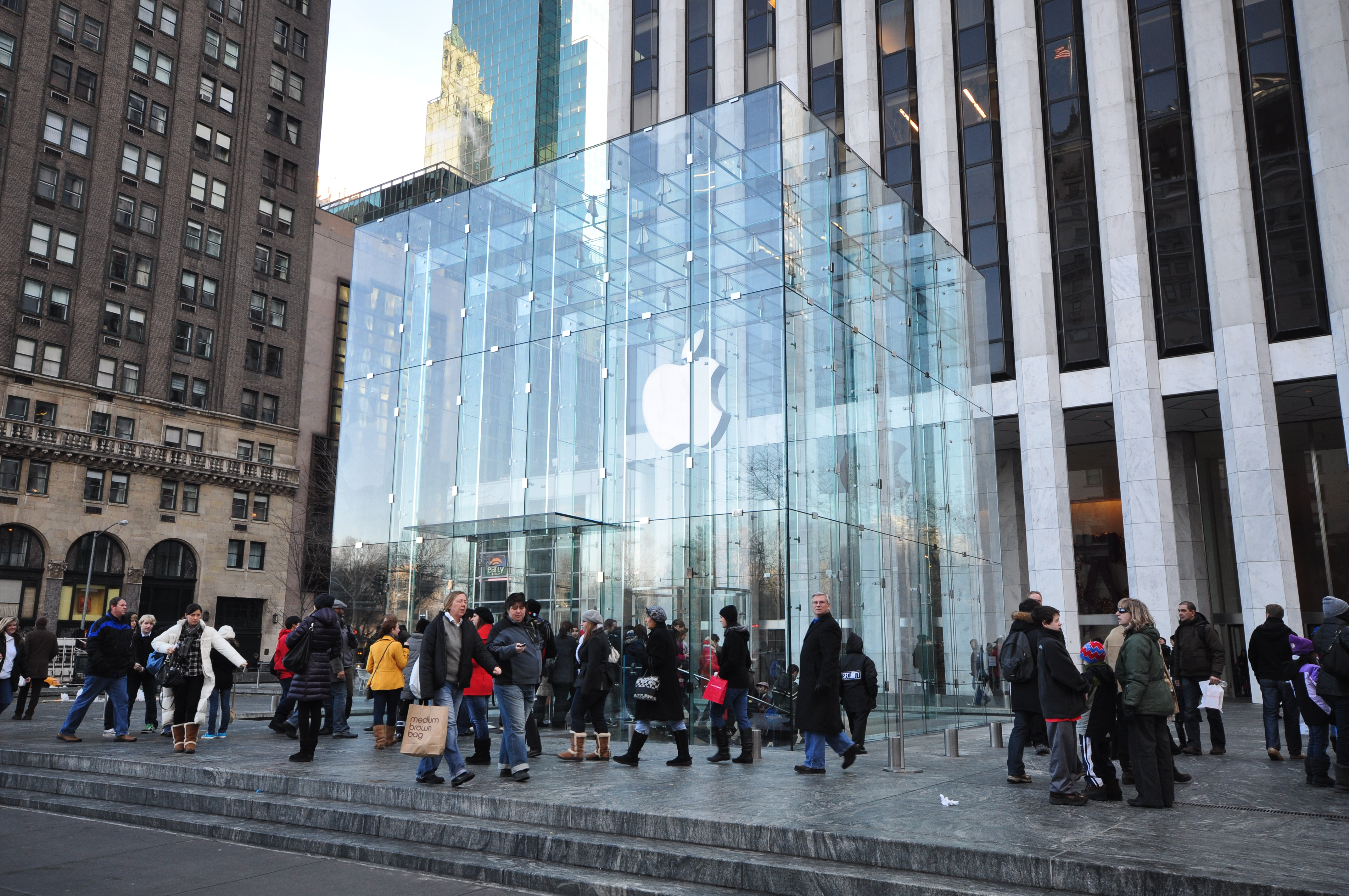
Магазин «Apple» у місті Нью-Йорк

На Міжнародній конференції розробників 6 червня 2005 року, Стів Джобс оголосив, що у 2006 році Apple почне виробляти комп'ютери Macintosh з процесорами Intel. 10 січня 2006 року нові MacBook Pro та iMac стали першими комп'ютерами Apple, які використовували процесори Intel Core Duo.
7 серпня 2006 року Apple повністю перевела всю лінію комп'ютерів Macintosh на чипи Intel. Power Mac, iBook та PowerBook були зняті з виробництва, а їхніми спадкоємцями стали MacPro, MacBook і MacBook Pro. Apple також ввів програму Boot Camp, щоб допомогти користувачам встановлювати Windows XP або Windows Vista на Мас разом із Mac OS X.
Успіх Apple у цей період призвів до росту її акцій. Між 2003 і 2006 роком ціна зросла більше, ніж у 10 разів — з 6$ за акцію до 80$, а у травні 2007 ціна становила більше 100$. 25 лютого 2012 ціна акцій Apple становила новий рекорд — до 535,4 $ за акцію. На початок 2014 року ціна акції Apple становила близько 650$ за одну акцію, тому компанія вирішила провести дрібнення акцій. Так кожна акція була розділена на 7 акцій вартістю 92$ кожна. Таким чином вартість фінансових паперів, які були на руках в акціонерів, не змінилась, змінилась лише кількість цих акцій.

### 2011—2020: після Джобса, Тім Кук

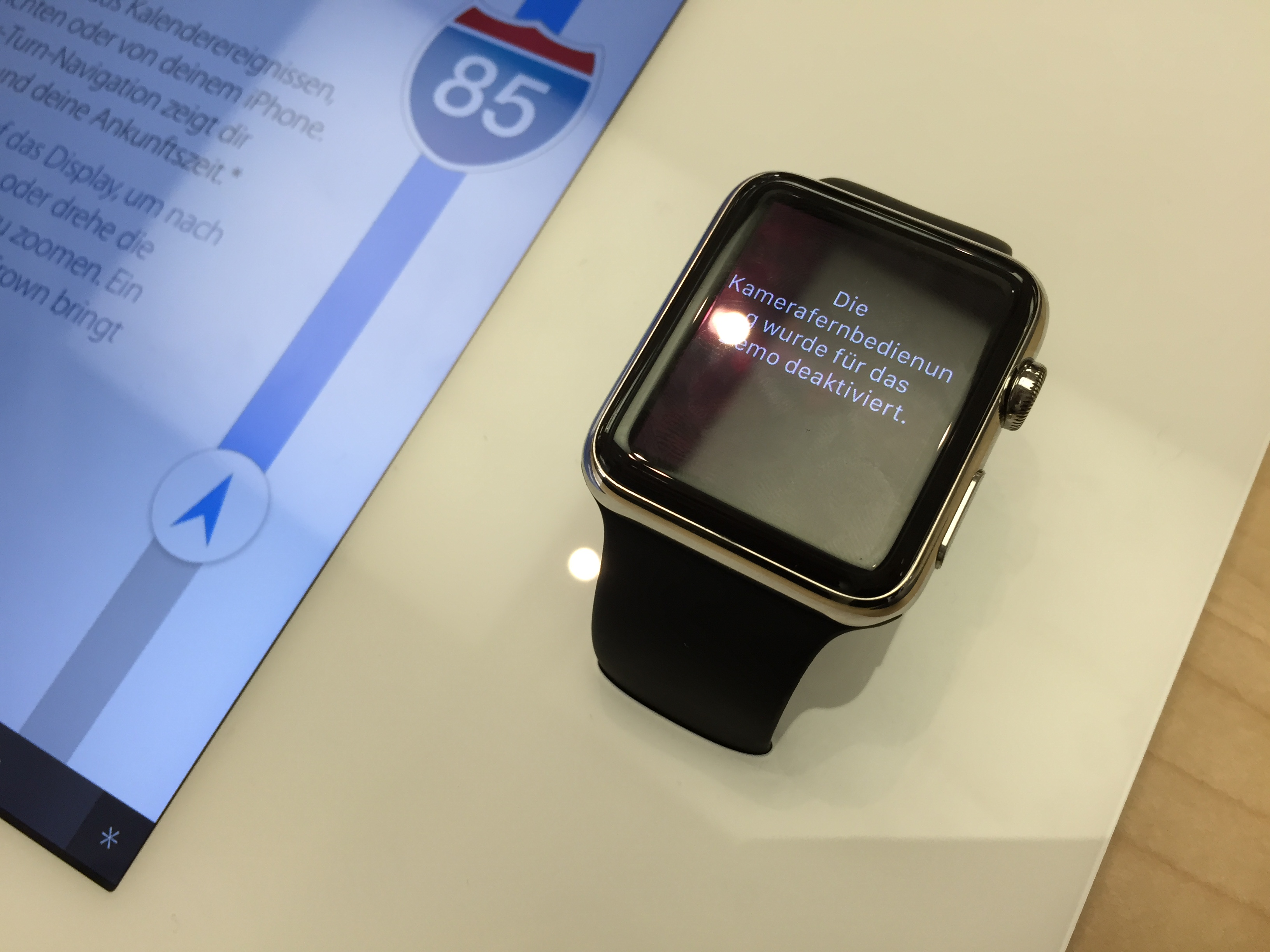
Apple Watch

З 25 серпня 2011 року СЕО компанії став Тім Кук.
У 2017 році після спаду продаж, ЗМІ повідомили про менші зарплати топ-менеджерів компанії. Так, Тім Кук за 2016 рік отримав на $1,55 млн менше, а саме $8,85 млн. Крім того, Кук продав акцій на $136 млн. Фіндиректор Apple Inc. Лука Маестро і старший віце-президент із роздрібних продажів Ангела Арендтс отримали річну зарплату в розмірі $23 млн кожен — на $2 млн менше, ніж у 2015 році.
Це викликане зменшенням обсягів продажу і, відповідно, прибутку. У 2016 році Apple Inc. продала на $215,6 млрд — на 7,7 % нижче, ніж у попередньому році. Прибуток склав $60 млрд — на 15,7 % нижче.
Для вирішення проблеми ефективної утилізації, що дозволяє витягти зі старих телефонів цінні компоненти, які можна використовувати по другому разу, в квітні 2018 року фахівці компанії Apple Inc. розробили і виготовили спеціального робота, який отримав назву Daisy. Робот Daisy здатний здійснювати розбирання дев'яти різних моделей iPhone зі швидкістю до 200 телефонів на годину.
2018 року стало відомо, що корпорація працює над створенням нового гібридного персонального комп'ютера із підтримкою LTE, який має працювати на ARM-процесорах власного виробництва. Цей комп'ютер має бути обладнано GPS, слотом для SIM-карти, компасом та захистом від вологи. Він має підтримувати EFI, система завантаження для MAC, аналогічна BIOS.
В 2017 році корпорація відкрила фабрику з виробництва власних смартфонів в Індії. Індійський ринок дуже чутливий до ціни мобілок, до того ж, на іноземні смартфони високі податки в 15—20 %. В Індії збирають iPhone 6S і iPhone SE. Водночас інший виробник Samsung відкрив велику фабрику із виробництва смартфонів потужністю в 120 млн пристроїв за рік. Станом на липень 2018 року випуск смартфонів в Індії ніяк не вплинув на продажі американських смартфонів — у 2017 році їх було продано 3,2 млн шт, за півроку 2018 — 1 млн, що складає всього 2 %.
Після злету ціни акції і відповідно ціни компанії (пік у жовтні 2018), у січні 2019 вартість компанії оцінювалася у $680 млрд. Таким чином, корпорація опустилася із першого місця (коли коштувала більше трильйона доларів) на четверте, пропустивши Amazon, Microsoft та Alphabet Inc.. Apple програла низку судових спорів компанії-виробнику мікрочипів Qualcomm у Китаї та Німеччині, тому у цих країнах можуть заборонити продаж деяких мобільних телефонів компанії.
У 2018 і 2019 роках продажі смартфонів настільки упали, що корпорація опустилася на 4 місце серед виробників смартфонів (у 2015 — друге місце), пропустивши Samsung, Huawei та Oppo. Поставки Apple Inc. у першому кварталі 2019 склали 43 млн, Oppo — 25 млн, але вже у наступному другому кварталі Oppo обігнала Apple Inc., поставивши 36 млн смартфонів (ріст +43 %), проти 35 млн у Apple Inc. (падіння -19 %).

### 2020 — наш час

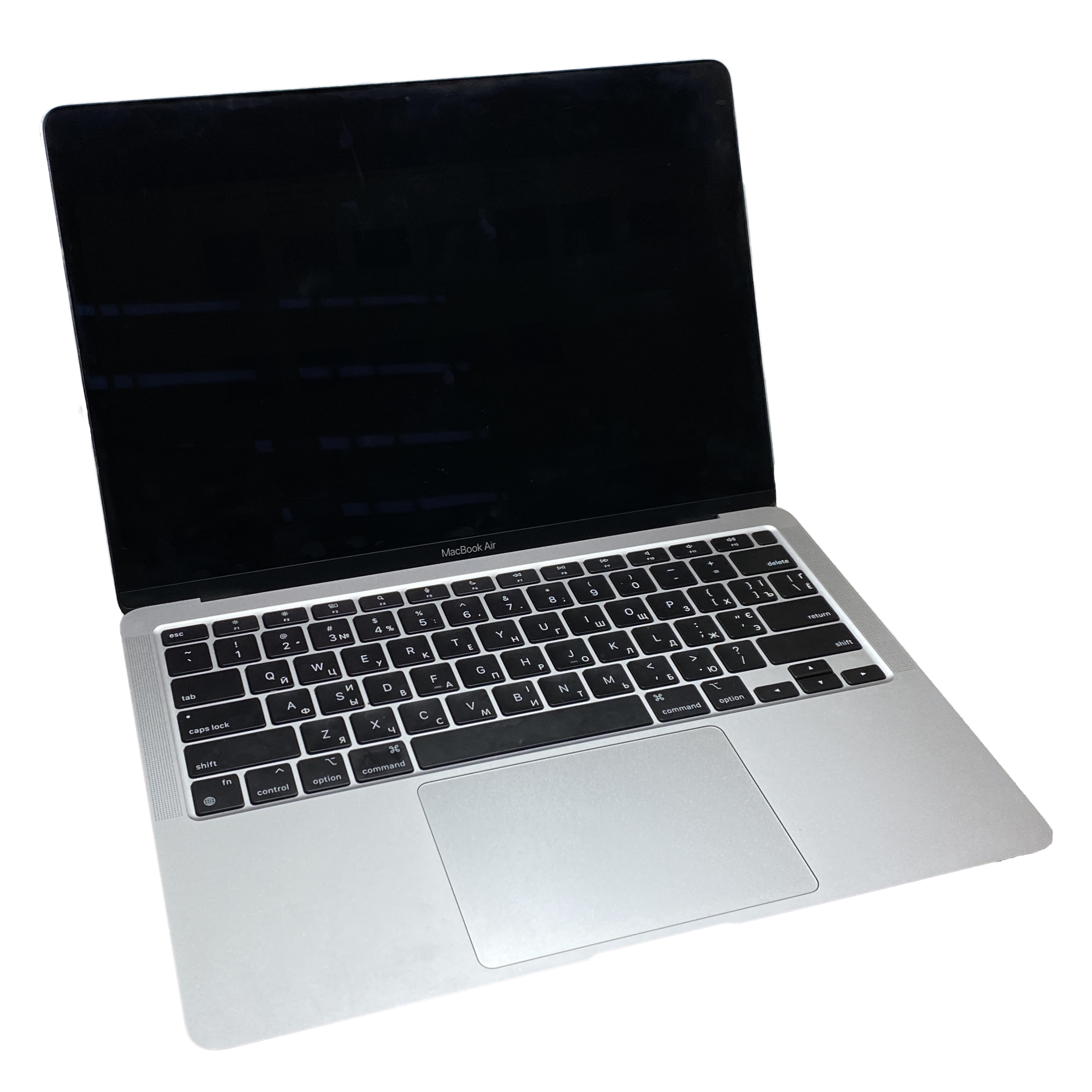
MacBook Air M1

У 2020 році корпорація Apple Inc. декілька разів закривала свої роздрібні магазини через пандемію коронавірусу. У грудні 2020 було закрито близько 20 % магазинів. Також через пандемію корпорація була змушена перевести співробітників на віддалену роботу. Рішення залишається в силі до 2022 року.
У серпні 2021 року вартість компанії зросла до $2,48 трлн, корпорація залишається найдорожчою компанією у світі, позаду неї Microsoft – $2,2 трлн, Saudi Aramco – $1,9 трлн, Alphabet – $1,83 трлн, Amazon – $1,64 трлн і Facebook – $1,01 трлн. За прогнозами до кінця року капіталізація Apple Inc. зросте до $3 трлн
У 2021 році корпорація оголосила про розробку власного електромобілю. Основною ідеєю автомобіля Apple є тотальна цифровізація. Випуск перших моделей Apple Car заплановано на 2025 рік.
10 вересня 2021 року американський суд зобов'язав Apple Inc. дозволяти стороннім розробникам додатків використовувати альтернативні методи оплати в обхід App Store.
14 вересня 2021 року корпорація Apple Inc. вчергове представила новинки, серед них — IPhone 13 чотирьох різних модифікацій, годинник Apple Watch Series 7 і планшети iPad (9-те покоління) та iPad Mini (8-ме покоління). Через випуск iPhone 13 Apple скоротила виробництво iPad, щоб у достатній кількості забезпечити мікросхемами моделі нових смартфонів. Загалом в 2021 році було випущено на 10 млн одиниць iPhone 13 менше через тривалу нестачу чіпів.
У листопаді 2021 року корпорація Apple Inc. оголосила про роботу над впровадженням нових функцій для своїх пристроїв. Зокрема, смартфони та годинники Apple Watch зможуть самостійно виявляти ДТП завдяки датчикам руху та відстеженню раптових змін прискорення та уповільнення, а також  телефонувати до екстрених служб. Нові функції очікуються у 2022 році, зокрема в моделі iPhone 14 Pro.
На початку листопаду 2021 року, за повідомленням міжнародного телеканалу Bloomberg (США), в планах Apple Inc. був випуск свого пристрою змішаної реальності, над яким корпорація працювала вже не один рік. Випуск пристрою планувався на 2022 рік.
Apple Inc. може відмовитися від назви MacBook Air для свого ноутбука початкового рівня з 2022 року. Це не перший раз, коли Apple Inc.  відмовляється від приставки Air. Компанія продавала MacBook з 2006 по 2012 рік, а потім з 2015 по 2019 рік.
Apple Inc. планує випустити гарнітуру доповненої реальності в кінці 2022 року.
У січні 2022 року стало відомо, що Apple Inc. планує обладнати власні мобільні пристрої функцією, яка дозволить приймати платежі через iPhone. Це дозволить підприємствам уникнути використання терміналів.
Станом на липень 2023 року, корпорація Apple Inc. успішно здійснює тестування служби чат-ботів Apple GPT, яку вона створила за допомогою платформи Ajax та розробляє генеративні інструменти штучного інтелекту з метою конкурувати з OpenAI, розробником ChatGPT. Apple вже створила власну платформу для створення великих мовних моделей (LLM) – систем на основі штучного інтелекту, що лежать в основі ChatGPT та Google Bard. Служба чат-ботів тестується і використовується всередині компанії з минулого року, але її впровадження всередині компанії було зупинено через проблеми з безпекою. Apple поки немає чіткої стратегії випуску технології для споживачів, але розробкою чат-боту займаються відразу декілька команд. Співробітники Apple вважають, що новий інструмент компанії, по суті, копіює Bard, ChatGPT і Bing AI і не включає жодних нових функцій або технологій. В даний час, система доступна у вигляді веб-програми і має спрощений дизайн, не призначений для публічного використання, однак Apple активно працює над поліпшенням базових моделей.
На початку вересня 2023 року, з метою просування власних програм, корпорація Apple Inc. створила веб-сайт під назвою "Apps by Apple", на якому наведені  додатки, розроблені компанією для своїх продуктів, таких як iPhone, iPad, Apple Watch, Mac та Apple TV. На це у Apple була вагома причина: завдяки дії Закону ЄС про цифрові ринки (DMA), пристрої iPhone у 27 країнах Європейського Союзу (ЄС) відкриті для додаткового завантаження, тобто процесу інсталяції програми з вітрини стороннього магазину додатків. При цьому Apple розподілила свої програми на 6 категорій, а саме зв’язок, творчість, продуктивність, дослідження, розваги та дім, здоров’я та фітнес, функції.
12 вересня 2023 року, на заході Apple Inc. «Wonderlust» технологічний гігант представив свої довгоочікувані iPhone 15 Pro та iPhone 15 Pro Max. Ці флагманські iPhone отримали нововведення, такі як більш яскраві екрани та покращену систему камер, потужний чип A17 Pro, оснащення титановою рамкою, кнопкою Action та багато іншого.
За підсумками 2023 року, Apple Inc. стала лідером світового ринку смартфонів. За даними IDC, у 2023 році Apple Inc. поставила суспільству 234,6 млн смартфонів, що на 3,7 % більше, ніж у 2022 році.
12 березня 2024 року, за повідомленням видання South China Morning Post, на тлі зниження продажів iPhone в Китаї, Apple Inc. оголосила про плани розширення своєї присутності на цьому ринку. Проте,  в подальшому, протягом квітня 2024 року, Apple Inc. перенесла свої виробничі потужності з Китаю до Індії та В'єтнаму. Відповідно, в Китаї з'явилося ще одне, так зване місто-примара Наньнін, де припинив діяльність один з головних підрядників компанії Apple Inc., тайванський завод Foxconn. Після рішення Apple Inc., роботу втратили 50 тис. осіб, а територія заводу, на даний час, стала практично пустельною.
Наприкінці липня 2024 року розпочалося публічне бета-тестування програми Apple Maps, яка стала конкурентом Google Maps. У вебверсії Apple Maps для пристроїв iOS доступна більшість можливостей, які мають користувачі в застосунку для пристроїв iOS: можна складати піші й транспортні маршрути, досліджувати міста, отримувати інформацію про компанії, переглядати оцінки та відгуки користувачів. Корпорація повідомила, що в найближчі місяці з’являтимуться додаткові функції, зокрема Look Around («Що довкола»).
У вересні 2024 року, згідно повідомлення The Wall Street Journal, Apple Inc. відмовилася від планів інвестувати в OpenAI, одного з провідних гравців у сфері штучного інтелекту. Це стало відомо напередодні завершення раунду фінансування OpenAI на суму $6,5 млрд. Незважаючи на відмову від інвестицій, компанії продовжують співпрацю, в тому числі вони працюють над інтеграцією ChatGPT в iOS 18.
У грудні 2024 року, згідно повідомлення міжнародного телеканалу Bloomberg (США), Apple Inc. готується до старту виробництва AirPods в Індії. Виробництво налагоджене на фабриці Foxconn поблизу міста Гайдарабада в штаті Телангана, а повноцінний запуск виробництва очікується вже у I кв. 2025 року.

## Продукція
Apple Inc. пропонує широкий асортимент комп'ютерної та мобільної техніки, а також різноманітні сервіси. Розглянемо основні продукти під брендом Apple.

### Mac
Mac — це родина персональних комп'ютерів від Apple Inc., що вирізняється характерним мінімалістичним алюмінієвим дизайном. Наразі лінійка включає в себе ноутбуки MacBook Air і MacBook Pro, а також настільні комп'ютери iMac, Mac mini, Mac Studio і Mac Pro.
Маки використовують чіпи Apple silicon, працюють на ОС macOS і включають програмне забезпечення Apple, таке як веб-браузер Safari чи офісний пакет iWork. Крім того, Apple Inc. також продає професійні програми: Final Cut Pro для відеопродакшену, Logic Pro для музикантів і продюсерів, а також Xcode для розробників програмного забезпечення.

### iPhone
iPhone — це лінійка смартфонів від Apple Inc., які працюють під управлінням ОС iOS. Перший iPhone був представлений Стівом Джобсом 9 січня 2007 року. З тих пір нові моделі випускаються щорічно. При його представленні його сенсорний екран з технологією мультитач описували як "революційний" для мобільної індустрії, адже він сприяв створенню економіки додатків.
iPhone забезпечив великі прибутки компанії і вважається однією з ключових причин, які допомогли зробити Apple Inc. однією з найцінніших публічних компаній у світі.
Найновішими, актуальними наразі моделями iPhone є п'ятнадцяте покоління: iPhone 15, iPhone 15 Plus, iPhone 15 Pro і iPhone 15 Pro Max.

### iPad
iPad — це лінійка планшетів від Apple Inc., які працюють під управлінням iPadOS. Перший покоління iPad був анонсований 27 січня 2010 року. У рекламі iPad позиціонували як пристрій для споживання мультимедіа, створення мистецтва, роботи з документами, відеоконференцій та гри. Лінійка iPad включає в себе кілька базових моделей iPad, а також менший iPad Mini, оновлений iPad Air та високопродуктивний iPad Pro. Apple Inc. постійно покращує продуктивність iPad, і iPad Pro використовує ті ж чіпи M1 і M2, що і Mac.
На вересень 2020 року Apple Inc. продала понад 500 мільйонів iPad, хоча пік продажів відзначився у 2013 році iPad залишається найпопулярнішим планшетним комп'ютером за обсягами продажів на другий квартал 2020 року і становив 9 % доходів компанії станом на кінець 2021 року.
Apple Inc. продає кілька аксесуарів для iPad, включаючи Apple Pencil, Smart Keyboard, Magic Keyboard і різноманітні адаптери.

### Інші продукти та аксесуари
Apple Inc. також виробляє кілька інших продуктів, які вона відносить до категорії "Wearables, Home and Accessories" ("Носимі, Домашні та Аксесуари"). До цих продуктів входять бездротові навушники лінійки AirPods, цифрові медіаплеєри Apple TV, розумні годинники Apple Watch тощо.
За кінець 2021 року ця широка лінійка продуктів складала приблизно 11 % доходів компанії.
На WWDC 2023 року Apple Inc. представила свою нову віртуальну реальність VR гарнітуру Vision Pro, а також ОС visionOS. Проте, на початку 2024 року, після випуску останнього продукту Apple Vision Pro, виникла проблема безпеки. Так, спеціалісти Массачусетського технологічного інституту із захисту мікроархітектури, стверджують, що виявили критичну вразливість ядра в ОС пристрою visionOS. Ця вразливість потенційно може стати причиною джейлбрейка та розробки шкідливого програмного забезпечення, призначеного для використання цього нового обладнання. 
Станом на лютий 2024 року обмежений випуск гарнітури Vision Pro компанії Apple Inc. стимулює ринок перепродажу, на якому ціна пристрою значно перевищує початкову вартість в $3500. Зазначається, що на японському ринку Mercari базова модель на 256 ГБ продається за $5400, продавці на китайському Taobao просять $5000, а один продавець на сінгапурському Lazada вимагає $6300 за пристрій. У Гонконзі ціна Apple Vision Pro доходить до $4580

### Послуги
Apple Inc. також надає широкий спектр послуг, на яких вона отримує дохід, включаючи рекламу в App Store і додатку Apple News, розширену гарантію AppleCare+, хмарне зберігання даних iCloud+, платіжні послуги через кредитну картку Apple Card і платформу обробки платежів Apple Pay, цифрові контент-послуги, такі як Apple Books, Apple Fitness+, Apple Music, Apple News+, Apple TV+ і iTunes Store.
За кінець 2021 року послуги складали приблизно 19 % доходів компанії.

## У кінематографі
Логотип і продукцію Apple Inc. можна побачити в багатьох відомих фільмах, мультфільмах і серіалах (таких, як «Назад у майбутнє 2», «Форрест Ґамп», «Місія нездійсненна», «Залізна людина 2», «Історія іграшок 3», «Доктор Хаус» і в багатьох інших).

## Діяльність Apple в Україні
28 лютого 2019 року перші акції Apple Inc. в Україні, які для обігу ініціював Національний депозитарій України.
12 березня 2019 року НКЦПФР приймає рішення щодо допуску акцій корпорації APPLE INC. (код ISIN — US0378331005) до обігу на території України.
29 липня 2019 року акції Apple Inc. (AAPL-код на Українській біржі) були включені в Біржовий список.
30 липня 2019 року, в прес-центрі інформаційного агентства «Інтерфакс-Україна» пройшла офіційна прес-конференція за темою «Акції Apple Inc. на "Українській біржі"», на якій і пройшла перша угода що до продажу акцій Apple Inc. Її уклали між собою ТОВ «БТС БРОКЕР» та ТОВ «КУА ЕЛ. ДІ. АССЕТ МЕНЕДЖМЕНТ», було придбано 95 акцій. Солідне звання акціонера технологічного гіганта Apple, з того часу, може отримати кожен українець.
15 квітня 2020 року в Україні було створено ТОВ «ЕППЛ УКРАЇНА», одним з видом діяльності якого була діяльність у сфері інформаційних технологій і комп'ютерних систем.
30 червня 2021 року Apple Inc. офіційно відкрила офіс в Україні, у компанії також з’явилася підтримка українською мовою. З цього моменту Apple Inc. планує самостійно ввозити техніку в Україну та контролювати магазини офіційних дилерів, які надають послуги компанії в Україні.
У 2021 році в додатку Apple Music for Artists знайшли карту України без Криму, а півострів зображується як частина Росії. Прес-секретар Міністерства закордонних справ України Олег Ніколенко повідомив, що Міністерство закордонних справ доручило посольству України в США звернутися до компанії Apple щодо ситуації. Пізніше корпорація виправила помилку.
У листопаді 2021 року в Україну вперше прибув топ-менеджмент Apple Inc. Приводом стала презентація проєктів, напрацьованих спільно з Міністерством цифрової трансформації України. Очікується, що перепис населення в Україні в 2023 року буде проведено за прикладом США, де Apple Inc. під час перепису населення надавала більшу частину техніки в оренду на кілька тижнів.
У січні 2022 року Apple Inc. підвищили ціни на застосунки в українському сегменті App Store та вартість внутрішньоігрових покупок.
Згідно повідомлення Комітету Верховної Ради України з питань фінансів, податкової та митної політики у жовтні 2024 року Державна податкова служба України провела масштабні перевірки магазинів з продажу техніки, зокрема продукції Apple Inc., виявивши численні порушення. Всього перевірено 432 суб'єкти господарювання, на які накладено штрафи на загальну суму понад 114 млн гривень.

## Екологія
21 квітня 2011 року, Грінпіс опублікував доповідь, підкресливши той факт, що центри обробки даних споживають до 2 % всієї світової електрики, і ця сума, згідно з прогнозами, збільшиться. Філ Редфорд із Грінпіс сказав, що «ми стурбовані тим, що цей новий вибух у споживанні електроенергії може загнати нас у систему старих джерел енергії, що забруднюють природу замість чистої енергії, доступної сьогодні». 17 квітня 2012, після протесту «Грінпіс» проти Apple Inc., корпорація випустила заяву про те, що закінчує використання вугілля і переходить до 100 % екологічно чистої енергії.
У 2013 році Apple Inc. оголосила, що використовує 100 % відновлювані джерела енергії для живлення своїх центрів обробки даних, і в цілому 75 % потужності надходить від поновлюваних джерел.
У 2010 році Climate Counts, некомерційна організація, що займається напрямком споживачів у бік зелених компаній, дала компанії Apple Inc. 52 бали зі 100 можливих, що ставить Apple в їх вищу категорію «На шляху». Це був стрибок вперед порівняно з травнем 2008 року, коли Climate Counts дала Apple Inc. тільки 11 балів зі 100, що помістило компанію на останні місце серед компаній із виробництва електроніки, після чого Climate Counts також присвоїла Apple Inc. «знак тугодумів», додавши, що у Apple в той час був «шанс ухилитися від споживачів, які переживають за зміну клімату».
9 квітня 2018 року Apple Inc. заявила, що використовує тільки відновлювальну енергію. Також, помічено, що Apple Inc. взяла зобов'язання використовувати поновлювані джерела енергії у дев'яти нових партнерів, що виробляють пристрої.

### Токсичні відходи
Грінпіс почав кампанію проти Apple Inc. через різні екологічні проблеми, наприклад, через не призначених для вторинної переробки апаратних компонентів і отруйних речовин в IPhone. З 2003 року Грінпіс веде кампанію проти використання Apple Inc. особливих хімічних речовин у своїй продукції, зокрема, включення ПВХ і бромованих добавок. 2 травня 2007 Стів Джобс опублікував доповідь, оголосивши про свої плани з ліквідації ПВХ і бромованих добавок до кінця 2008 року. Apple Inc. з тих пір усунула ПВХ і бромовані добавки зі своїх продуктів, ставши першим виробником ноутбуків, який вчинив так.
У першому виданні Грінпіс «Керівництво по зеленій електроніці», випущеному в серпні 2006 року, Apple отримала 2,7 балів з 10 можливих.
Американське Агентство охорони навколишнього середовища високо оцінює Apple Inc. серед виробників ноутбуків, і ставить компанії хороші оцінки в порівнянні з іншими виробниками настільних комп'ютерів і РК-дисплеїв.
У червні 2007 року, компанія Apple Inc. оновила MacBook Pro, замінивши люмінесцентні лампи з холодним катодом на задньому підсвічуванні РК-дисплеїв на безртутні світлодіоди, які не містять миш'яку, і з того часу зробила це для всіх ноутбуків. Apple Inc. також виключила бромовані добавки і ПВХ в різних внутрішніх компонентах. Apple Inc. пропонує інформацію про викиди, матеріалах і споживання електрики щодо кожного продукту.
У червні 2009 року, iPhone 3GS випускався без ПВХ, миш'яку, бромованих добавок і мав ефективний адаптер живлення.
У жовтні 2009 року, Apple Inc. оновила iMac, також замінивши люмінесцентні лампи з холодним катодом на задньому підсвічуванні РК-дисплеїв на безртутні світлодіоди, які не містить миш'яку. Це означає, що всі комп'ютери Apple мають дисплеї із безртутним світлодіодним підсвічуванням без миш'яку та кабелі без ПВХ. Усі комп'ютери Apple мають Gold статус за версією EPEAT.
У жовтні 2011 року влада Китаю наказала постачальникам Apple Inc. закрити частину свого заводу в Сучжоу, після того як місцеві жителі виявили значні екологічні проблеми.
У червні 2012 року Apple Inc. відкликала свою продукцію від EPEAT, але скасувала це рішення в липні.

### Надмірний рівень випромінювання
У вересні 2023 року, радіаційна служба французького уряду (ANFR) повідомила Apple Inc., що планує заборонити продаж iPhone 12 та iPhone 12 Pro у Франції. ANFR заявила, що телефони випромінюють надмірний рівень радіохвиль, що може становити ризик для здоров’я користувачів. Apple Inc. заперечила висновки ANFR, заявивши, що телефони відповідають усім чинним стандартам безпеки. Корпорація заявила, що оскаржить це рішення. Рішення ANFR засноване на дослідженні, яке показало, що iPhone 12 та iPhone 12 Pro випромінюють до 1,5 Вт на кілограм радіохвиль на близькій відстані. Це перевищує межу в 1 Вт на кілограм, встановлену Міжнародною комісією із захисту від неіонізуючого випромінювання. Обмеження ICNIRP базуються на кількості радіохвиль, які вважаються безпечними для людини. Однак деякі експерти стверджують, що обмеження надто високі та що навіть низький рівень радіохвиль може бути шкідливим.

## Вразливості
В червні 2024 року група хакерів під назвою IntelBroker заявила про злом серверів Apple Inc. та викрадення вихідного коду декількох внутрішніх інструментів компанії. Згідно із заявою IntelBroker, у червні 2024 року з Apple.com відбувся витік даних, в результаті якого хакери отримали доступ до вихідного коду наступних внутрішніх інструментів:
- AppleConnect-SSO;
- Apple-HWE-Confluence-Advanced;
- AppleMacroPlugin.

AppleConnect-SSO є системою автентифікації, яка дозволяє співробітникам компанії отримувати доступ до певних додатків внутрішньої мережі Apple. Ця система інтегрована з базою даних Directory Services компанії, забезпечуючи безпечний доступ до внутрішніх ресурсів. Інформації про Apple-HWE-Confluence-Advanced та AppleMacroPlugin наразі мало. У повідомленні IntelBroker не вказано, чи планують вони продавати отримані дані, але вони опублікували зразок викрадених файлів. Зловмисники також не надали додаткової інформації щодо масштабів витоку та його подальшого впливу на компанію Apple.
У березні 2025 року була усунена вразливість у безпеці Apple — тип Universal Cross-Site Scripting (UXSS), за допомогою якої потенційний зловмисник міг отримати доступ до конфіденційних даних користувача, включаючи вміст iCloud і навіть камери пристрою. Вразливість отримала ідентифікатор CVE-2025-30466, відповідно її небезпеку фахівці Apple оцінили у 9.8 балів з 10. Зазначена проблема була ліквідована з випуском Safari 18.4, одночасно з iOS/iPadOS 18.4 та macOS 15.

## Умови праці
У 2006 році  Mail onSunday  повідомила про умови праці, які існували на заводах у Китаї, де підприємства-субпідрядники Foxconn і Inventec виробляли iPod. У статті йдеться, що в одному комплексі заводів, де збирають iPod (серед інших продуктів), більше 200 000 робочих жили і працювали на заводі і постійно трудилися понад 60 годин на тиждень. У статті також повідомлялося, що працівники отримують близько $ 100 на місяць і зобов'язані платити компанії за оренду житла і харчування, що в цілому складає трохи більше половини заробітку робітників.
Apple Inc. відразу почала розслідування і роботу зі своїми виробниками, щоб забезпечити прийнятні умови праці. У 2007 році компанія Apple Inc. почала щорічну перевірку всіх своїх постачальників про права працівників, повільно піднімаючи стандарти і відсіваючи невідповідних постачальників. Щорічні доповіді про хід роботи публікуються з 2008 року. У 2010 році робітники в Китаї вирішили подати до суду на підрядників, виробників IPhone, через отруєння очищувачем, використовуваним для очищення РК-екранів. Один робітник стверджував, що йому і його колегам не повідомили про можливі професійні захворювання. Після хвилі самогубств на заводах Foxconn в Китаї, де збирають iPad і iPhone, працівників змусили підписати юридично зобов'язуючий документ, який гарантує, що вони не будуть вбивати себе.
Робітники на фабриках, які виробляють продукцію Apple, піддаються впливу н-гексану, нейротоксину, який є більш дешевою заміною етилену для очищення продуктів.
У 2013 році China Labor Watch знайшла порушення закону і обіцянок Apple Inc. про умови праці на об'єктах, що належать Pegatron, в тому числі дискримінацію етнічних меншин і жінок, утримання заробітної плати працівникам, надмірні робочі години, погані умови життя, проблеми з безпекою і здоров'ям, забруднення довкілля.
У травні 2024 року працівники Apple Store в Таусоні, штат Меріленд (США), проголосували за дозвіл на перший страйк працівників роздрібної торгівлі через непередбачуваний графік роботи та заробітну плату, яка не відповідає місцевому прожитковому мінімуму. За повідомленням новинної мережі ABC News, Apple Inc. в найближчий час може зіткнутися з першим страйком співробітників роздрібної торгівлі.

### Скорочення та звільнення
29 серпня 2024 року, на додаток до скорочень у відділах Apple Books та Apple News, Apple Inc. закриває свою команду Data Operations Annotations у Сан-Дієго, що вплине на 121 співробітника, та переміщує свою діяльність до Остіну, штат Техас (США). За даними The MacObserver, стратегія Apple Inc. полягає у консолідації своїх зусиль у галузі штучного інтелекту (AI) та покращенні розвитку Siri. Співробітники мають до кінця лютого 2025 року прийняти рішення, чи переїдуть вони до Остіну. Apple Inc. пропонує стипендію у розмірі $7,000 співробітникам, які погодяться переїхати до кінця червня 2024 року. The MacObserver зазначає, що ті, хто вирішить не переїжджати, отримають вихідну допомогу, включаючи чотири тижні зарплатні плюс додатковий тиждень за кожен відпрацьований рік, а також шість місяців медичного страхування.
3 вересня 2024 року видання El Salto повідомило, що Apple Inc. звільнила близько 120 працівників з трьох своїх роздрібних магазинів в Іспанії. Звільнення відбулися з 21 липня по 18 серпня в роздрібних магазинах на Puerta del Sol (Мадрид), Passeig de Gràcia (Барселона) після "суттєвої зміни умов праці", схваленої 9 липня Фетико та CC OO. Працівникам, які були звільнені, було надано компенсації в розмірі 20 днів за кожен рік роботи з обмеженням у дев'ять місячних виплат.

## Податки
|                            | 2011      | 2010      | 2009     | Всього    |
| -------------------------- | --------- | --------- | -------- | --------- |
| Доходи до виплати податків | 22 млрд $ | 12 млрд $ | 4 млрд $ | 38 млрд $ |
| Загальний податок          | 10 млн $  | 7 млн $   | 4 млн $  | 21 млн $  |
| Ставка оподаткування       | 0,05 %    | 0,06 %    | 0,1 %    | 0,06 %    |

Щоб скоротити податки, які корпорація платить по всьому світу, Apple Inc. створила дочірні компанії в місцях із низьким оподаткуванням, як-от Ірландія, Нідерланди, Люксембург і Британські Віргінські острови. Згідно New York Times, Apple Inc. була однією з перших технологічних компаній, яка почала продажі на інших континентах від імені дочірніх компаній, обходячи податки на прибуток. Наприкінці 1980-х років Apple Inc. була піонером у техніці обліку, відомої як «Подвійна ірландська з голландським сендвічем», яка знижує податки, направляючи прибуток через ірландські дочірні компанії в Нідерланди, а потім на Кариби.
Член Британської Консервативної партії Charlie Elphicke оприлюднив дослідження від 30 жовтня 2012 року, яке показує, що деякі транснаціональні компанії, в тому числі корпорація Apple Inc., робили мільярди фунтів прибутку у Великій Британії, але платили тільки 3 % ефективної податкової ставки в Казначейство Великої Британії, що значно нижче стандартного податку на прибуток. Опублікувавши дослідження, Elphicke закликав канцлера казначейства Джорджа Осборна змусити транснаціональні корпорації, серед яких Google і Coca-Cola Company, повідомити ефективну ставку податку, яку вони платять зі своїх доходів у Великій Британії. Elphicke також повідомив, що слід відмовити у державних контрактах транснаціональним корпораціям, які не платять свою справедливу частку Великій Британії.

## Apple Inc. і патенти
Станом на 16 жовтня 2012 р., корпорація Apple Inc. отримала 5440 патентів, у тому числі, винаходів (семизначний номер) — 4480 штуки, дизайнерських проєктів (в номері буква D і шість цифр) — 914 штук.
В 2021 році Identity Security подала позов до Окружного суду Західного округу Техасу (США) проти Apple, в якому вона звинувачувала Apple у порушенні чотирьох патентів. Зокрема, стверджуючи, що технологія Apple Secure Enclave порушує патентні права, пов'язані з перевіркою користувачів Identity Security. Проте на початку жовтня 2024 року журі присяжних стало на бік Apple. Надані докази не переконали, що купертинівська компанія справді порушила патенти.
У лютому 2022 року, корпорація Apple Inc. запатентувала ноутбук з кераміки. Пристрій може бути обладнаний сенсорними кнопками.
Наприкінці жовтня 2024 року, за повідомленням Bloomberg, корпорація Apple Inc. здобула перемогу в судовому розгляді проти медтех-компанії Masimo. Бюро присяжних Федерального журі в штаті Делавер (США) вирішило, що корпорація порушила деякі патентні права купертинівців в ранніх версіях  смарт-годинників моделей W1 і Freedom та, як компенсацію, Masimo виплатить Apple Inc. $250.

## Поглинання компаній
За роки своєї діяльності Apple Inc. неодноразово поглинала різні компанії, що працюють на ІТ-ринку. Серед найбільших подібних угод — купівля компаній NeXT (1996 рік, за $430 млн), PA Semi (квітень 2008 року, $280 млн), Quattro Wireless (січень 2010 року, $274 млн), Siri (квітень 2010 року, $200 млн), Anobit Technologies (січень 2012 рік, $400—500 млн) та інші.

## Блокування
Блокування в Apple Inc. яка окрім проєктування та розробки побутової електроніки, ПЗ, також надає широкий спектр онлайн-послуг, можливо розподілити на зовнішні та власні (внутрішні). До зовнішнього блокування відносяться спроби блокування діяльності, наприклад, владою конкретної країни. До внутрішнього блокування відносяться блокування онлайн-сервісів та магазинів, що може здійснюватися безпосередньо засновниками Apple Inc. та/або її теперішніми власниками.

### Внутрішні блокування
4 липня 2024 року, як повідомило агентство Reuters, корпорація Apple Inc. на вимогу Роскомнагляду заблокувала у своєму онлайн-магазині App Store на території РФ 25 мобільних застосунків VPN-сервісів. Незадовго до цього, з App Store було видалено низку VPN-застосунків, зокрема, NordVPN, Proton VPN, Red Shield VPN, Planet VPN, Hidemy.Name VPN, Le VPN та PIA VPN.
В серпні 2024 року корпорація Apple Inc. заблокувала облікові записи, всі рекламні інструменти та кампанії для розробників з Росії і Білорусі на своїй платформі для реклами Apple Search Ads, а також з магазину App Store в усьому світі було видалено мобільний застосунок російського відеохостингу Rutube. Розробники сервісу зазначили, що це відбулося через санкції, введені з боку США.
В середині грудня 2024 року, як повідомив портал портал iPhones, корпорація Apple Inc. прийняла рішення скоротити у Росії присутність фірмових сервісів Apple TV+ та Apple Fitness+.

## Показники діяльності

### 2021
Станом на 31 жовтня, вартість компанії становила $2,41 трлн. Станом на 8 грудня 2021 року, ринкова вартість компанії сягнула $2,86 трлн.

### 2023
5 червня вартість акцій компанії Apple Inc. досягла нового історичного максимуму на фоні пред'явленої презентації гарнітури віртуальної реальності, — про це свідчать дані Нью-Йоркської фондової біржі. Зазначалося, що акції компанії зросли на $3,24 (1,79 %) — до рівня $184,19. Попередній рекорд було встановлено в січні 2022 року. Взагалі, з початку 2023 року, вартість цінних паперів Apple зросла на 40 %.
Під час звіту про фінансові результати III кв. 2023 року корпорація Apple Inc. повідомила, що напрямок її бізнесу, пов’язаний з наданням різних послуг та інтернет-сервісів, наразі налічує понад 1 млрд платних підписників. Було також заявлено, що кількість активних пристроїв по всьому світу досягла рекордно високого рівня. Точні дані наведені не були, однак ще у лютому 2023 року, корпорація оголосила про досягнення кількості активних пристроїв в 2 млрд. Отже, за підсумками III кварталу 2023 року цей показник виявився більшим за 2 млрд. Портфоліо сервісів Apple охоплює хмарне сховище iCloud, стрімінговий сервіс Music, фітнес-сервіс Fitness+, систему мобільних платежів Pay, карти Apple Card і сервіс потокового мовлення відео Apple TV+. За даними компанії, за останні 12 місяців у неї додалося 150 млн передплатників. Дохід Apple Inc. від послуг склав $21,2 млрд (зростання на 8 % рік до року), що становить понад 25 % від загального доходу компанії за квартал.

### 2024
2 лютого, міжнародний телеканал Bloomberg, з посиланням на фінансову звітність компанії Apple Inc., повідомив про поглиблення спаду продажів у Китаї, попри те, що загальні продажі iPhone виявилися вищими, ніж очікувалося, і корпорація повернулася до зростання доходів. Продажі в Китаї впали на 13 % до $20,8 млрд у першому фінансовому кварталі, який закінчився 30 грудня 2023 року. Це значно менше, ніж $23,5 млрд, які прогнозували аналітики, і стало найслабшим грудневим кварталом Apple Inc. в азійській країні з першого періоду 2020 року. Акції компанії Apple Inc. впали більш ніж на 3 % на тривалих торгах після оприлюднення звіту, 1 лютого 2024 року вони закрилися на рівні $186,86 у Нью-Йорку.
5 березня ціна акцій Apple Inc. досягла свого мінімуму за рік, закрившись на позначці $170,12. Загалом акції Apple Inc. цього року впали на 8,3 %, що майже на 13 % нижче історичного максимуму, встановленого наприкінці минулого 2023 року.
Станом на 15 жовтня, за повідомленням міжнародного телеканалу Bloomberg, акції Apple Inc. досягли рекордної позначки та зросли на 2,7 % до $237,49, перевершивши попередній пік, досягнутий у липні. Тобто, за останні 6 місяців акції виросли на 37 %, що більш ніж удвічі перевищує 15,5 % зростання індексу Nasdaq 100. Відповідно статус Apple Inc., як найбільшої компанії світу з ринковою оцінкою понад $3,6 трильйона, значно зріс.
25 жовтня, американська корпорація Nvidia тимчасово перевершила Apple Inc., ставши найдорожчою компанією у світі з ринковою капіталізацією $3,53 трлн на тлі високого попиту на AI-чипи.

### 2025
Згідно щорічного дослідження Brand Finance Global 500, вартість Apple Inc. (порівняно з 2024 роком) зросла на 11 %. Компанію оцінили у $574,5 млрд. Бренд знову став найдорожчим у світі. Таким чином, станом на 20 січня 2025 року, Apple Inc. утримує першість з 2021 року, за вийнятком 2023-го, коли компанію на 1 % обігнав Amazon.
1 лютого компанія Apple Inc. оголосила про свої фінансові результати за І кв. 2025 фінансового року, який став найуспішнішим за всю історію компанії. Зафіксовано значне зростання доходів майже у всіх сферах, включаючи Mac, iPad та сервіси. За звітний період Apple Inc. отримала рекордний дохід у розмірі $124,3 млрд, що на 4 % більше, ніж за аналогічний період минулого року. Крім того, компанія досягла нового максимуму за кількістю активних пристроїв – 2,35 млрд одиниць. Це на 6,8 % більше, ніж 2,2 млрд у лютому 2024 року, і значний прогрес порівняно з 2 млрд у 2023 році.

## Apple Inc. та судові процеси

### Nokia проти Apple Inc.
У 2009 році компанія Nokia звинуватила Apple Inc. в порушенні 10 патентів, які зачіпають кодування голосового сигналу, протоколи захищеного передавання даних і низку інших винаходів, використаних у iPhone з миті появи першої версії апарату. У результаті корпорація Apple Inc. була визнана винною в порушенні зазначених патентів, отримавши припис виплатити компенсацію компанії Nokia, а також надалі виплачувати відрахування. Тонкощі угоди в подробицях не розкриваються.

### Epic Games проти Apple Inc.
У серпні 2020 року компанія Epic Games додала опцію прямих платежів у Fortnite для мобільних пристроїв, в обхід 30 % комісії, яку Apple Inc. вимагає в рамках угод з розробниками при публікації додатків в App Store. В результаті Apple Inc. видалила Fortnite зі своїх торгових майданчиків. Epic Games відповіла антимонопольним позовом та закликала суд з питань конкуренції визнати видалення гри з App Store незаконним, як і певні умови в угодах компаній з розробниками. Компанія Epic Games заявила, що після видалення королівської битви Fortnite з магазину App Store її добова аудиторія на iOS скоротилася на 60 %. У вересні 2020 на черговому слуханні Apple Inc. виступила із зустрічним позовом до Epic Games та вимагала компенсації за порушення контракту з App Store.
Розгляд справи завершився у вересні 2021 року, за рішенням якого, суд став на сторону Apple Inc. у дев'яти з десяти пунктів справи. За даними міжнародного телеканалу Bloomberg, причиною судової тяганини хоча б частково були плани на метаверс, для якої гра Fortnite повинна стати серцем. Проєкт швидко еволюціонував від мультиплеєрної гри до онлайн-простору, де люди можуть проводити час разом, а найпопулярніші музиканти проводять віртуальні концерти (наприклад, Аріана Гранде).
На початок 2024 року, Apple Inc. та Epic Games продовжують вести суперечки поміж собою, у тому числі і в судах, які тривають вже декілька років. За повідомленням телеканалу Bloomberg, останнє блокування компанією Apple Inc. облікового запису Epic Games стосовно створення власних магазинів з додатками та іграми для iOS та iPadOS, що є порушенням «Закону про цифрові ринки», може призвести до дуже серйозних наслідків — аж до штрафу у розмірі 10 % від загальносвітового річного виторгу Apple Inc. (а це понад $38 млрд, враховуючи 2023 рік).
У березні 2024 року, компанія Epic Games подала чергову заяву до суду з вимогою притягнути корпорацію Apple Inc. до відповідальності за ухилення від виконання судової ухвали. Зазначена заява стала черговим етапом у тривалій юридичній боротьбі між двома технологічними гігантами.

### Spotify проти Apple Inc.
У 2019 році юристи шведської компанії Spotify подали на розгляд влади Євросоюзу антимонопольну скаргу. Вони звинуватили Apple у цілеспрямованому обмеженні конкурентної боротьби. Станом на грудень 2023 року розгляд добігає кінця. На північноамериканську корпорацію може бути накладено багатомільярдний штраф. Виробник iPhone може бути оштрафований на 10 % від валової виручки за рік, йдеться про 30 млрд USD. За даними Bloomberg, вердикт за скаргою власника одного з найбільших на планеті стрімінгових сервісів буде винесено на початку 2024 року.
4 березня 2024 року, за повідомленням Bloomberg, корпорація Apple Inc. була оштрафована Європейським Союзом на €1,8 млрд ($2 млрд) через звинувачення у тому, що вона обмежувала доступ конкурентів, зокрема Spotify Technology SA, до своїх платформ для потокового передавання музики. Відповідно, на премаркеті в Нью-Йорку акції компанії впали на 1,5 %.
Наприкінці серпня 2024 року Spotify знову звинуватила Apple Inc. в порушенні європейських законів у зв'язку з нещодавньою зміною, яка торкнулася користувачів її програми для iOS. Spotify стверджує, Apple Inc. відмовилася від технології, яка дозволяла користувачам Spotify регулювати гучність на підключених пристроях за допомогою фізичних клавіш на iPhone. Зміни торкнулися лише Spotify Connect на iOS, в той час як інші методи керування гучністю, такі як Bluetooth та AirPlay, залишилися незайманими.

### Apple Inc. проти NSO Group
У листопаді 2021 року корпорація Apple Inc. подала до суду на NSO Group, яка є творцем шпигунської програми Pegasus, що застосовують для зламу її продукції. Pegasus став відомим після того, як його почали застосовувати для стеження за політиками, журналістами, правозахисниками, бізнесменами й іншими публічними особами. Згідно з даними Apple Inc., шпигунське забезпечення Pegasus надає різним країнам віддалений доступ до мікрофонів, камер й інших модулів будь-яких смартфонів, в тому числі й продукції компанії. Apple Inc. звернулася до правозахисників із різних країн, заявивши, що "зловмисники, які спонсоруються державою" можуть слідкувати за ними.

### Регулятор Нідерландів проти Apple Inc.
З кінця 2021 року корпорація Apple Inc. отримала декілька штрафів від регулятора в Нідерландах на загальну суму в $22,6 млн, яку ще можуть збільшити до $56,5 млн.

### Кредитні спілки США проти Apple Inc.
27 вересня 2023 року, за повідомленням Reuters, три кредитні спілки США подали до суду груповий позов проти Apple Inc., стверджуючи, що корпорація порушує антимонопольне законодавство своєю платіжною системою Apple Pay. Вони вимагають від Apple Inc. знизити комісію за обробку платежів та надати доступ до зчитувача NFC для інших цифрових гаманців. За заявами позивачів, Apple Pay є монополістом на ринку цифрових платежів, оскільки вона є єдиною платіжною системою, яка може використовувати зчитувач NFC на пристроях Apple. Це дає Apple Inc. перевагу над конкурентами, які використовують QR-коди або інші технології, які менш зручні та функціональні для користувачів. Натомість, Apple Inc.  заперечує звинувачення та стверджує, що її платіжна система безкоштовна для користувачів та не обмежує їх право вибору. Крім того, Apple Inc. аргументує, що її комісія за обробка платежів є розумною та не перевищує ринкових стандартів.

### Apple Inc. проти ITC
На початку квітня 2024 року, Apple Inc. подала 916-сторінкову апеляційну скаргу до Федерального окружного суду, намагаючись скасувати заборону Міжнародного торгового центру (ITC) на імпорт моделей Apple Watch Series 9 та Ultra 2 у США. ITC винесла рішення на користь виробника медичного обладнання Masimo Corporation, компанії, що базується в місті Ірвайні, Каліфорнія (США), заявивши, що Apple Inc. порушила патенти на пульсоксиметрію — технологію, яка використовується для вимірювання рівня кисню в крові. ITC також дійшла висновку, що це порушення завдало шкоди вітчизняній промисловості. В свою чергу Apple стверджує, що справа ITC не має під собою підстав через відсутність конкуруючого продукту і матеріальних доказів на момент подання скарги.

### Порушення норм у податковій сфері
10 серпня 2024 року американський кабельний та супутниковий телеканал новин бізнесу CNBC повідомив, що корпорація Apple Inc. має повернути €13 млрд Ірландії за порушення норм у податковій сфері. Європейський суд у Люксембурзі скасував рішення Загального суду з питань податкових ухвал та підтвердив початкову ухвалу Комісії від 2016 року згідно якої, Apple Inc. має повернути €13 млрд Ірландії за порушення норм оподаткування. 10 вересня 2024 року, як повідомив європейський інформаційний телеканал Euronews, Верховний суд Євросоюзу відмовив компанії Apple в апеляції та залишив у силі штраф перед Єврокомісією на €13 млрд.

### Apple Inc. та цифрові ринки ЄС
6 листопада 2024 року, згідно повідомлення The Verge, корпорація Apple Inc. може стати першою компанією, яку вже в листопаді поточного року оштрафують за порушення нового «Закону про цифрові ринки ЄС» (DMA). Штраф пов’язаний із обмеженнями компанії для розробників у використанні альтернативних методів оплати поза App Store, що створює перешкоди для конкуренції. За даними розслідування, Apple Inc. не дозволяє розробникам направляти користувачів на альтернативні способи оплати, що порушує правила DMA. Згідно закону, Apple Inc. може отримати штраф до 10 % річного доходу, а за повторне порушення — до 20 %. Для компанії цей штраф може становити до $38 млрд.

### Конго проти Apple Inc.
В грудні 2024 року, згідно повідомлення агентства Reuters, Демократична Республіка Конго подала кримінальні позови проти дочірніх компаній Apple Inc. у Франції та Бельгії, яких звинувачує у незаконному використанні корисних копалин у своєму ланцюжку поставок. Конго є основним джерелом олова, танталу та вольфраму та мінералів, які використовуються в комп’ютерах і мобільних телефонах. Але деякі кустарні шахти знаходяться під управлінням озброєних груп, які беруть участь у масових вбивствах мирного населення, масових зґвалтуваннях, грабежах та інших злочинах, за словами експертів ООН і правозахисних груп. Конго звинувачує корпорацію Apple Inc. у військових злочинах і відмиванні забруднених корисних копалин, обробці вкрадених товарів і здійсненні оманливих комерційних дій.

### Літинський проти Apple Inc. в Україні
В 2024 році громадський активіст Святослав Літинський двічі звертався до представництва компанії Apple Inc. в Україні та просив пояснити, чому вони досі ввозять продукцію через компанію «Asbis», співвласники якої є громадянами Білорусі та котра досі працює і в Росії в обхід санкцій, проте відповіді не отримав. Тож громадський активіст звернувся з відповідним позовом до суду. Окрім вимоги детально роз’яснити співпрацю у ввезенні продукції бренду Apple на територію України через компанії «Asbis» та «Asbis Україна», він також вказав вимогу розірвати співпрацю з ними та ввозити продукцію Apple Inc. лише через компанії, що не мають зв’язку з Росією та не обходять санкції. Печерський районний суд міста Києва задовільнив позов Літинського та відтак вимагає від ТОВ «Еппл Україна» надати відповіді Літинському на запити, викладені у його зверненнях.

### Apple Inc. та монопольна позиція App Store
На початку 2025 року компанія Apple Inc. опинилася в центрі першого колективного судового процесу у Великій Британії. Позивачі звинувачують компанію Apple Inc. в отриманні «надприбутків» через монопольну позицію App Store. За повідомленням Bloomberg, слухання у Лондонському трибуналі з питань конкуренції розпочалося зі стверджень, що мільйони користувачів iPhone та iPad переплатили через високі комісії на покупки в App Store. Адвокати позивачів заявили, що Apple зловживає своїм домінуванням на ринку, отримуючи величезні прибутки. За їхніми оцінками, Apple може бути зобов’язана виплатити понад 1,5 млрд фунтів стерлінгів ($1,8 млрд) користувачам у Великій Британії, які купували застосунки чи підписки з жовтня 2015 року.